# 水谷幸正
水谷幸正（1928年4月1日—2014年2月7日），日本佛教研究学者，曾任学校法人東海学園理事長、佛教大学理事长、佛教教育学院理事長、淨土宗宗務總長。三重縣阿山郡伊賀町（現伊賀市）人。
畢業於佛教専門学校（現佛教大学）。1956年，進修于龍谷大学大学院文学研究科，后專攻佛教，獲文学博士。之後擔任京都府京都市伏見区的三緣寺住持。1999年11月，當選淨土宗宗務總長，2006年12月辞任。2014年2月7日，因膽管破裂去世，享年85歳。

## 著書
- 《佛教概論》（淨土宗教学局、1965年）
- 《兒童心理学》（佛教大学通信教育部、1980年）
- 《善導大師的本意》（中外日報出版局、1980年）
- 《佛教與臨終關懷研究》1-3（佛教大学、1988-1993年）
- 《淨土選書22　認識佛教――給生活在二十一世紀的人》 （淨土宗、1994年）
- 《臨終關懷工作者教育研究-專門為精舍僧侶提供的培訓》（佛教大学、1996年）
- 《佛教與臨終關懷》（寶藏館、1996年）
- 《淨土宗現代法話大系第2卷　佛説無量壽經》（同朋舎出版、1997年）
- 《淨土宗現代法話大系第5卷　高祖善導大師》（同朋舎出版、1997年）
- 《佛教思想與淨土教》（思文閣出版、1998年）
- 《佛教大学鷹陵文化叢書1　佛教・共生・福祉》（思文閣出版、1999年）
- 《佛教大学鷹陵文化叢書別卷　心的時代――21世紀的佛教與世界和平》（思文閣出版、2002年）
- 《佛教大学鷹陵文化叢書別卷　善導大師與法然上人――活在念佛》（思文閣出版、2008年）

### 論文
- CiNii>水谷幸正 （页面存档备份，存于）
- INBUDS>水谷幸正 （页面存档备份，存于）

### 記念論集
- 《佛教教化研究》（水谷幸正先生古稀記念会、思文閣出版、1998年）
- 《佛教福祉研究》（水谷幸正先生古稀記念会、思文閣出版、1998年）

## 脚注
1. ↑  . 中国佛教制度研究中心网站.   [2014-02-11]. （原始内容存档于2014-02-22）.
2. ↑  水谷幸正さん死去　元佛教大学長・元浄土宗宗務総長 （页面存档备份，存于） 毎日新聞 2014年2月8日